# Robotická automatizace procesů
Robotická automatizace procesů (anglicky robotic process automation, zkráceně RPA) je technologie pro automatizaci obchodních procesů založená na autonomní práci softwarových robotů. Ti jsou koncipováni jako stavové automaty využívající definovaných podmínek pro následující aktivitu ("když - tak") nebo technologie strojového učení.
Tradičně jsou za automatizaci pokládány pracovní postupy (workflow) vytvořené vývojáři softwaru, které opakovaně zpracovávají pracovní postup v rámci jednoho či více systémů s využitím aplikačních programovacích rozhraní (API) nebo skriptovacího jazyka .
Moderní nástroje pro RPA umožňují provádět popis procesu, jakož i integrace aplikací v grafickém uživatelském rozhraní (GUI). Nástroje potom opakovaně provádí a zobrazují běh automatizovaných procesů přímo v GUI. Díky těmto nástrojům se možnosti RPA přiblížily podstatně širší audienci, neboť k základním procesům a integraci systémů není třeba programátorské znalosti, ale postačí "pokročilý" uživatel.
RPA lze rozvíjet o vlastní řešení, nejčastěji s využitím technologií strojového učení. Ty přidávají do procesů prvky umělé inteligence, především schopnosti efektivní práce s velkým množstvím dat, jejich analýzou a schopností učit se rozhodovat podle algoritmů. Tak se robotické procesy v průběhu času samy učí být efektivnější.

## Na které procesy je vhodné aplikovat RPA?
Nástroje RPA je nejvhodnější zavést u procesů, kde se předvídatelně opakuje interakce s IT aplikacemi. Tyto procesy obvykle nedosahují takového rozsahu či významu pro automatizaci, aby byla provedena transformací klíčových systémů, případně tam, kde se transformace klíčových systémů v blízké budoucnosti neplánuje. Nástroje RPA zvyšují efektivitu provádění takových procesů a služeb, aniž by došlo ke změně klíčových systémů.
„Roboti“ v rámci RPA vykonávají rutinní podnikové procesy napodobením způsobu lidské práce s aplikacemi prostřednictvím uživatelského rozhraní a rozhodováním na základě jednoduchých pravidel. Celý proces tak může být od začátku až do konce vykonán softwarovými roboty s minimální účastí lidí, kteří jsou potřeba pouze při řešení výjimek.
RPA lze využít pro automatizaci procesů, které:
- se velmi často opakují,
- jsou náchylné k chybám,
- se zakládají na pravidlech,
- jsou sezonní a čas u nich hraje zásadní roli.

## Nástroje RPA
Mezi nejvýznamnější nástroje RPA patří následující:

### Aplikace pro RPA
Na globálním trhu je zhruba kolem padesáti významnějších nástrojů pro automatizaci procesů. Ty se dělí podle typu jejich využití na následující:

#### Obslužná automatizace ("Attended automation" nebo také "Robotic Desktop Automation")
Jsou aplikace umístěné na stroji uživatele a jednotlivé kroky jsou vyvolány robotem, který nahrazuje uživatele (pohybuje myší, kliká apod.). Jsou vhodné, pokud je třeba spouštět úkony s omezeným systémovým přístupem. Typická je kombinace několika spuštěných aplikací mezi jejichž okny proces kopíruje a vkládá data na základě předem připravených pravidel. Robot funguje v těchto úkonech mnohem lépe, než člověk a nikdy nedělá manuální chyby kvůli únavě nebo nudě.
TOP 3 nástroje pro RDA (2019), zdroj: Medium.com
- Blue Prism (v ČR zastoupena NEOOPS)
- UiPath
- Automation Anywhere

Mezi software zaměřený na RPA patří také české technologie a firmy, jedním ze českých zástupců je společnost UltimateSuite se svým produktem UltimateRPA. UltimateSuite se věnuje také pojmu task mining - task mining se soustředí především na jednotlivé činnosti, je tak detailnější a s pojmem/službou RPA se tak doplňuje. Dalším zástupcem je česká firma ARTIN vyvíjející umělou inteligenci pro robotickou automatizaci procesů Aiviro.

#### Bezobslužná automatizace ("Unattended automation")
Jsou roboti pracující jako dávkové procesy v cloudu. Neustále na pozadí dokončují své úkoly, bez nutnosti emulovat práci na konkrétním stroji uživatelem. Tyto nástroje obsahují vlastní konektory pro výměnu dat mezi systémy a zpracování dat na základě změn dat (typicky jejich zadání v některém systému na základě pravidel procesu ovlivňuje další systémy). Jsou ideální pro snížení práce, především pro svou dostupnost a jednoduchost. Na trhu je jich mnoho, některé využitelné i zdarma.
- Integromat (tento nástroj je český a obsahuje proto mnoho integrací na specifické české služby, napojení na banky, EET a další)
- Microsoft Power Automate (nástroj Microsoftu je součástí předplatného firemních služeb Office 365, do 2019 pod názvem Microsoft Flow)
- Microsoft Azure Logic Apps (pokročilejší řešení Microsoftu, součást služeb Azure)
- Zapier (zřejmě nejrozšířenější nástroj s nejvíce konektory)
- IFTTT (jednoduchý nástroj, nejjednodušší cesta k integraci IoT)

#### Hybridní RPA
Hybridní RPA jsou kombinací obslužných a bezobslužných procesů. Velmi často obsahují v rámci procesu i "člověka", který může například dělat rozhodnutí, kterou následující větví bude proces pokračovat nebo prostě zajistit část procesu v jedné větvi (vydat zboží apod.). Tento typ procesů většinou kombinuje i několik různých RPA nástrojů. Tyto procesy jsou pravděpodobně cílovým stavem pro většinu složitějších procesů v organizacích. Avšak jejich přípravě a realizaci brání nedostatek znalostí a odbornosti, protože v sobě kombinují znalosti procesního managementu a technologií. V současné době například existuje jediný nástroj, který podporuje monitoring takových procesů.
- Robolytix.com (český nástroj vycházející z původního klientského nástroje Business Robots)

## Dopad RPA na zaměstnanost
Podle společnosti Harvard Business Review většina organizací, které přijaly RPA, slíbila svým zaměstnancům, že automatizace nebude mít za následek propouštění. Místo toho byli pracovníci přemístěni, aby dělali zajímavější práci. Jiná akademická studie  zdůraznila, že tato technologie spíše než nižší počet zaměstnanců vede k vyšší produktivitě se stejným počtem osob a k nižší zaměstnanecké retenci.